# Distlingergraben
Der Distlingergraben ist ein östliches Seitental des Allerheiligengrabens in Fohnsdorf und liegt nördlich vom Ausgang des Allerheiligengrabens sowie südlich vom Steinmetzgraben. Ein das Tal durchfließender Bach mündet in den Allerheiligenbach – einen Nebenfluss der Pöls – und ist damit Teil des Flusssystems der Donau.